# Geréb (település)
Geréb (1899-ig Hrábzke, szlovákul: Hrabské) község Szlovákiában, az Eperjesi kerület Bártfai járásában.

## Fekvése
Bártfától 20 km-re északnyugatra, a lengyel határ mellett fekszik.

## Nevének eredete
Neve a szlovák hrabské (= grófi birtok) szóból származik.

## Története
Az a terület, amelyen ma a község fekszik, a 13. században királyi birtokként a sárosi várispánsághoz tartozott. 1338-ban Károly Róbert király az uradalomnak ezt a részét a szepességi Polyánfaluból származó Pongrác fia Bertalannak adja. Még ebben az évben a korotnoki Polyák Péter birtoka a Gerébi patak mentén fekvő terület. A falu létezésének első bizonyítéka egy 1351-es okirat, melyben „Grabow” alakban említik. Az 1440-es években és egészen a 16. századig korotnoki nemesek birtoka. Később a Zedniczky, Bakonyi és Petróczi családé. 1600-ban 13 adózó portája volt. A 17. században a gerébi Csáky család a birtokosa. 1787-ben 312 lakosa volt.
A 18. század végén Vályi András így ír róla: „HRABSZKI. Tót falu Sáros Várm. földes Ura Büdeskúti Úr, lakosai ó hitűek, fekszik a’ Zombori járásban, savanyú kútfői is vagynak, és sindelyeket készítenek lakosai, réttye, legelője, van.”
1828-ban 77 házában 588 lakosa élt. A 19. században az Anhalt család a birtokosa. Lakói hagyományosan mezőgazdaságból, zsindelykészítésből és faeszközök készítéséből éltek.
Fényes Elek 1851-ben kiadott geográfiai szótárában így ír a faluról: „Hrabszke, orosz falu, Sáros vmegyében, a Kárpát alatt, Galliczia szélén: 22 romai, 550 g. kath., 29 zsidó lak. Gör. kath. paroch. templom. Szép fenyves erdő. Savanyuviz-források. Zsindelykészités. Sovány, hideg föld. F. u. a Bideskuty nemzetség. Ut. p. Bártfa.”
A trianoni diktátum előtt Sáros vármegye Bártfai járásához tartozott.

## Népessége
| Év:            | 1994. | 2004.   | 2014.    | 2024.   |
| -------------- | ----- | ------- | -------- | ------- |
| Emberek száma: | 524   | 545     | 608      | 664     |
| Eltérés:       |       | +4,00 % | +11,55 % | +9,21 % |

| Év:            | 2023. | 2024.   |
| -------------- | ----- | ------- |
| Emberek száma: | 671   | 664     |
| Eltérés:       |       | -1,04 % |

1910-ben 449, túlnyomórészt ruszin lakosa volt.
2001-ben 567 lakosából 527 szlovák volt.
2011-ben 600 lakosából 549 szlovák és 23 cigány.

## Nevezetességei
Szent Demeter tiszteletére szentelt görögkatolikus temploma 1822-ben épült klasszicista stílusban.

## Híres emberek
Itt született 1904-ben Vasiľ Hopko eperjesi görögkatolikus püspök.